# Beetle (fiktiv person)
Beetle är en fiktiv person skapad av Angie Sage, och en av huvudpersonerna i Septimus Heap-serien från 2000-talet, där en stor del av handlingen utspelar sig kring honom.
Beetle är i boken Magi anställd på handskriftsarkivet men blir senare sparkad. Då skaffar han istället ett jobb på Larrys Döda Språk, tills han blir sparkad även därifrån för att han har kommit två dagar för sent. Han kommer dock i slutet av Mörkret tillbaka till jobbet som ärkearkivarie, den högsta författningen inom handskriftsarkivet. I en bok i Septimus Heap-serien nämns att han arbetar på arkivet för att försörja sin mamma. 
Beetle är ofta iklädd en sjömansjacka som han fått av Jennas far Milo. Sedan hans återkomst till handskriftsarkivet har han på sig överarkivariedräkten i blått med guldränder på ärmarna.